# Flatina rubrotincta
Flatina rubrotincta är en insektsart som först beskrevs av Gustaf Emanuel Haglund 1899.  Flatina rubrotincta ingår i släktet Flatina och familjen Flatidae. Inga underarter finns listade i Catalogue of Life.